# Roque González Garza
Roque González Garza (23 mars 1885, Coahuila – 12 novembre 1962, Mexico) est un général et homme d'État mexicain, il préside brièvement le Mexique entre janvier et juin 1915, lors de la révolution mexicaine, nommé par la Convention d'Aguascalientes.

## Biographie
Il est un ami de Francisco I. Madero avec lequel il s'oppose à Porfirio Díaz. Plus tard, il s'associe avec Pancho Villa contre le gouvernement de Victoriano Huerta. Après la prise de la capitale et la fuite de Eulalio Gutiérrez, il devient président jusqu'au 10 juin 1915. Contraint à la démission, il rejoint les troupes de Villa, jusqu'à ce qu'il doive s'exiler aux États-Unis. Après le décès de Venustiano Carranza, il revient au Mexique où il est fait général de division,.